# 桃谷好英
桃谷 好英（ももたに よしひで、1928年 - 2016年 ）は大阪市出身の科学者。

## 略歴
1928年、大阪市の桃谷順天館創業者の家に生まれる。京都大学理学部植物学科卒業。帝塚山大学助教授を経て、大阪府立大学総合科学部教授に就任。
学年末試験の際、試験を終了した学生に創作折り紙をプレゼントしてくれるお茶目な教授として慕われる。1992年3月に定年退職。
化学進化論を専攻。理学博士、薬剤師。現日本植物学会会員、形の文化会会員、日本折紙協会理事、英国折紙協会会員。日本数学検定協会評議員、日本理科学検定協会会長。
『折り紙手品』(誠文堂新光社発行)にて第25回産経児童出版文化賞受賞、フランス革命200年記念国際折紙コンクール・グランプリ受賞、『不思議の国のアリス』100周年記念コンペ(英国)第1位受賞、第1回ホビー大賞、ホビーライフ賞受賞。

## 著書
- 空とぶ鳥のおりがみ(新・おりがみランド)（誠文堂新光社）(FLYING BIRD ORIGAMI by YOSHIHIDE MOMOTANI)
- 乗りものおりがみ(新・おりがみランド)（誠文堂新光社）(ORIGAMI VEHICLES by YOSHIHIDE MOMOTANI)
- 花のおりがみ(新・おりがみランド)（誠文堂新光社）(ORIGAMI FLOWERS by YOSHIHIDE MOMOTANI)
- おりがみ手品(新・おりがみランド)（誠文堂新光社）(TRICK ORIGAMI by YOSHIHIDE MOMOTANI)
- 虫のおりがみ(新・おりがみランド)（誠文堂新光社）(ORIGAMI INSECTS by YOSHIHIDE MOMOTANI)
- 魚のおりがみ(新・おりがみランド)（誠文堂新光社）(ORIGAMI FISHES by YOSHIHIDE MOMOTANI)
- 動物のおりがみ(新・おりがみランド)（誠文堂新光社）(ORIGAMI ANIMALS by YOSHIHIDE MOMOTANI & EIKI MOMOTANI )
- おりがみ日本むかしばなし(新・おりがみランド)（誠文堂新光社）(ORIGAMI OF JAPANESE LEGENDS by YOSHIHIDE MOMOTANI)
- きりこみおりがみ(新・おりがみランド)（誠文堂新光社）(INCISED ORIGAMI by YOSHIHIDE MOMOTANI)
- おりがみドールハウス(新・おりがみランド)（誠文堂新光社）(DOOLL'S HOUSE with ORIGAMI by YOSHIHIDE MOMOTANI)
- おりがみガーデニング(新・おりがみランド)（誠文堂新光社）(LAY OUT a GARDEN with ORIGAMI by YOSHIHIDE MOMOTANI)
- おりがみ遊園地(新・おりがみランド)（誠文堂新光社）(ORIGAMI AMUSEMENT PARK by YOSHIHIDE MOMOTANI)
- くらしを飾るおりがみ(新・おりがみランド)（誠文堂新光社）(ORIGAMI ART in CASUAL LIFE by YOSHIHIDE MOMOTANI)
- おりがみ絵はがきとグリーティングカード(新・おりがみランド)（誠文堂新光社）(ORIGAMI CARDS by SUMIKO & YOSHIHIDE MOMOTANI)
- おりがみバラエティー(新・おりがみランド)（誠文堂新光社）(CUTE ORIGAMI by YOSHIHIDE MOMOTANI)
- 人形のおりがみ(新・おりがみランド)（誠文堂新光社）(ORIGAMI DOLLS by YOSHIHIDE MOMOTANI)
- おりがみ日本の四季 (新・おりがみランド)（誠文堂新光社）(ORIGAMI by YOSHIHIDE MOMOTANI)
- 犬のおりがみ (新・おりがみランド)（誠文堂新光社）(ORIGAMI DOGS by YOSHIHIDE MOMOTANI)
- くらしの中のおりがみ (新・おりがみランド)（誠文堂新光社）(ORIGAMI EQUIPMENT on a TABLE by YOSHIHIDE MOMOTANI)
- おりがみ四季の花（化学同人）ISBN 4-7598-0994-5
- 暮らしを彩る野の花おりがみ(カルチャーサポート)（いしずえ） ISBN 4-900747-03-3 (ORIGAMI WILD FLOWERS by Yoshihide Momotani)
- 暮らしを彩る山の花おりがみ(カルチャーサポート)（いしずえ）ISBN 4-900747-04-1 (ORIGAMI ALPINE FLOWERS by Yoshihide Momotani)
- おりがみ花くす玉(カルチャーサポート)（いしずえ）ISBN 4-900747-02-5 (ORIGAMI FLOWER BALL by Yoshihide Momotani)
- やさしい恐竜おりがみ(カルチャーサポート)（いしずえ）
- おりがみ 日本の野鳥(カルチャーサポート)（いしずえ）(BIRDS OF JAPAN IN ORIGAMI by YOSHIHIDE MOMOTANI)
- カルチャーサポートおりがみ日本花の旅（いしずえ）ISBN 4-900747-12-2 (FLOWERS OF JAPAN IN ORIGAMI by Yoshihide Momotani)